# Peacock Records
Peacock Records war ein amerikanisches unabhängiges Plattenlabel, das zwischen 1949 und 1975 in den Genres Blues, Rhythm and Blues und Gospel veröffentlichte. 1952 fusionierte es mit Duke Records, 1973 wurde es an ABC-Dunhill verkauft. Mit dem Tod des Labelgründers Don Robey wurden die Veröffentlichungen auf Peacock 1975 eingestellt.

## Geschichte
1949 gründete der afroamerikanische Nachtclubbesitzer Don Robey das Musiklabel und benannte es nach seinem „Bronze Peacock Dinner Club“ in Houston, Texas. Seit 1947 war Robey als Musikmanager auf der Suche nach vielversprechenden Talenten und fand mit Clarence Gatemouth Brown seinen ersten Klienten. Schon bald konnte er mit Memphis Slim, Marie Adams, Floyd Dixon und Jimmy McCracklin weitere Künstler veröffentlichen, die zu Stars des Rhythm and Blues wurden. 
Der größte Erfolg gelang 1953 mit Big Mama Thornton, die Hound Dog in die R&B-Charts auf Platz 1 brachte. 1953 und 1954 fanden auch zwei Aufnahmesessions mit dem jungen Little Richard samt dessen Band The Tempo Toppers statt, die Material für vier Singles erbrachten. Ansonsten war Peacock am Rock ’n’ Roll wenig interessiert.
Peacock unterhielt auch eine große Gospelabteilung. Die Dixie Hummingbirds, die Sensational Nightingales und die Mighty Clouds of Joy waren die prominentesten Gospelgruppen unter Robeys Management. Das Gospel-Alben blieben die langlebigste Ausgabenserie auf Peacock und überlebten alle anderen Genres auf Peacock und den verwandten Labels.
1952 ging Peacock eine Partnerschaft mit dem kurz zuvor von David J. Mattis und Bill Fitzgerald gegründeten Duke Records ein. 1953 übernahm Robey die Kontrolle über beide Labels, fusionierte sie zu Duke-Peacock und managte sie seitdem von seinem Club aus. Für Vertrieb und Promotion waren Irving Marcus und Dave Clark zuständig, als Produzenten arbeiteten Johnny Otis, Bill Harvey, Joe Scott und Robey selbst. Zudem waren Johnny Board und J. W. Alexander als Arrangeure beschäftigt.
Am 23. Mai 1973 verkaufte Robey seine Labels an ABC-Dunhill, blieb aber ABC bis zu seinem Tod zwei Jahre später als Berater erhalten und sorgte für die Weiterverwertung des Peacock-Katalogs.

## Künstler
Auf Peacock Records veröffentlichten folgende Künstler:
- Clarence Gatemouth Brown
- Bea Johnson und Jim Wynn
- Skippy Brooks
- L. Durst
- Dr. Hep Cat
- Silver Cooks
- R. B. Thibadeaux
- Edgar Blanchard
- Norman Dunlap
- Memphis Slim
- Iona Harlin
- Iona Weid
- J. Riggins Jr.
- Willie Holiday
- The Original Five Blind Boys
- Elmore Nixon
- Carl Campbell
- Henry Hayes
- Willie „Doc“ Jones
- Hadda Brooks
- Floyd Dixon
- Walter Brown
- Smiling Smokey Lynn
- Clarence Green
- Harry „Slick“ Johnson
- Joe Lutcher
- Big Mama Thornton
- Paul Monday
- Sister Jessie Mae Renfro
- Reverend I. H. Gordon
- Joe „Papoose“ Fritz
- Betty Jean Washington
- Wilson and Watson Singers
- Marie Adams
- The Bells of Joy
- Driftin’ Slim
- Golden Harp Gospel Singers
- The Christland Singers
- Lloyd „Fat Man“ Smith
- The Dixie Hummingbirds
- Sonny Parker
- Gospel Tone Singers
- Andrew Tibbs
- Mildred Jones
- Jimmy McCracklin
- Al Grey’s Orchestra
- Gwen Johnson und Quinton Dastiste
- The Deuces of Rhythm
- Gladys Hill
- Jimmy Swan
- Robert Ketchum
- Pete „Guitar“ Lewis
- Johnny Otis Orchestra
- Tempo Toppers
- Billy Brooks
- Valli Ford
- Harold Conner und Phineas Newborn
- The Four Clefs
- Doug Finnell
- David Dean
- The Dappers
- The Scamps
- The Cherokees
- Billy Wright
- Little Richard
- Buddy Ace
- Elmore Morris
- Big Walter Price
- Louis Jones
- Tommy Mosley
- Scotty Mann
- Arthur Prysock
- Billy Tate Orchestra
- James Wayne
- The Uniques
- Sonny Woods
- Bea Booker
- Raful Neal
- Checker Dots
- The Downbeas
- Kenneth Deal
- Al Braggs
- Billy Dans
- James Booker
- Southern Wonders
- Stars of Hope
- The Sensational Nightingales
- Spirit of Memphis
- Reverend Cleophus Robinson
- Otis Jackson
- The Gospelaires
- The Brooklyn All Stars
- Alpha and Omega Singers
- Gospel Consolators
- Ever-Ready Gospel Singers
- Sunset Travelers
- The Pilgrim Jubilee Singers
- Baltimore Echoes
- Five Singing Stars
- Sister Josephie James
- The Skylight Singers
- Stripes of Glory
- Templeaires
- Reverend Robert Ballinger
- O’Neil Twins
- Spiritual Five
- Charles Ford
- Bertha Robinson
- Victoria Hawkins
- Loving Sisters
- King Louis H. Narcisse
- Brother Prince Dixon
- Chicago Gospel Cavaliers
- Soul Seekers
- Little Axe
- Excello Gospel Singers
- Hardman Singers
- Mighty Redemeers
- Tony Washington
- Abner and Linda
- Willard Burton
- Herman Bean
- Jackie Verdell
- King and Collins
- The Rebels
- The Versatiles
- The Shadows Five
- Crump Brothers
- Emorise Kelley
- Eddie and the De Havelons
- Reuben and the Chains
- The Adorables
- Sugar Boy and the Sugarlumps
- Sandra Kay Tucker
- Bob and Peggy
- Little Frankie Lee
- Bud Harper
- Melvin Carter
- Don Fletcher
- Vi Campbell
- Ricky Randell
- Minnie Epperson
- Lonnie Woods Trio
- Sonny Fisher
- Little Eddy Taylor
- Johnny Meyers
- Jay Holman
- Jean Stanback
- Willie Tomlin
- The Insights
- The Awakening Echoes
- The Brooklyn Skyways
- The Hardeman Singers
- The Hightower Brothers
- Reverend Julius Cheeks
- The Highway QCs
- Ray Crume
- Rhonda Davis
- The Chariot Gospel Singers
- John Lee
- Betlehem Baptist Church Choir
- Reverend Wilbert Leo Daniels

## Ausgabenserien

### Singles
Die Peacock Singles sind durchnummeriert, beginnend mit der Nummer 1500 im Jahr 1950, wobei zuerst vor allem Rhythm and Blues veröffentlicht wurde. 1952 startete eine Gospel-Serie ab der Nummer 1700. Somit wurde, als die erste Serie zu Beginn der 1960er die Nummer 1699 erreichte, zwangsläufig der Gospelblock übersprungen und mit Peacock 1900 eine neue R&B-Serie gestartet, die bis Peacock 1968 im Jahr 1969 fortgeführt wurde. Als die erste Gospelserie 1963 bezüglich der Nummerierung an die 1900-R&B-Serie stieß, wurde eine zweite Gospelserie mit Peacock 3000 gestartet:
- Peacock 1500 bis 1699: vor allem Rhythm and Blues (1950–1960)
- Peacock 1700 bis 1899: Gospel (1952–1963)
- Peacock 1900 bis 1968: Rhythm and Blues (1960–1969)
- Peacock 3000 bis 3180: Gospel (1963–1970)

### Alben
- PLP-90 bis PLP-91: Progressive Jazz Serie (1958–1959)
- PLP-100 bis PLP-199: Gospel Serie (1959–1974)
- PLP-59200 bis PLP-59237: Gospel Serie mit neuem ABC-Peacock-Logo (1974–1975)
- PLP-2000 und GLS-1974: Compilations (1974)